# لولو أنتاركسا
لولو أنتاركسا (بالإنجليزية: Lulu Antariksa)‏ هي ممثلة ومغنية أمريكية ولدت في عام 22 أغسطس 1995، أشتهرت من خلال دورها بينيلوب بارك في مسلسل المورثات وهي تلعب دور البطولة حاليًا في مسلسل (T@gged).

## حياتها
ولدت في ولاية كاليفورنيا، لأب إندونيسي وأم ألمانية، تدربت على الرقص والغناء وتلعب الجيتار والبيانو والقيثارة والساكسفون أصبحت مهتمة بالتمثيل أثناء دراستها الثانوية في كاليفورنيا.

## روابط خارجية
- لولو أنتاركسا على موقع IMDb (الإنجليزية)
- لولو أنتاركسا على موقع ميوزك برينز (الإنجليزية)
- لولو أنتاركسا على موقع قاعدة بيانات الفيلم (الإنجليزية)